# Financial Conduct Authority
Pour les articles homonymes, voir FCA.

Logo du Financial Conduct Authority.

La Financial Conduct Authority (FCA) est une instance de régulation du secteur financier britannique, indépendante du gouvernement. Elle a vu le jour en mars 2013, succédant à la Financial Services Authority Elle veille à l'application du droit boursier britannique.